# Dezvo Reval
Dezvo Reval (Budapest, 1903 – Ibídem, 1996), más conocido por su nombre artístico Turai, fue un fotorreportero húngaro que participó en la Guerra Civil Española alistado en las Brigadas Internacionales.

## Biografía
Dezvo Reval se inició en la fotografía de modo autodidacta y era militante comunista. En el año 1935 se trasladó a trabajar como fotoreportero a París., pero con el estallido de la Guerra Civil Española optará por pasar a enrolarse en las Brigadas Internacionales, en las cuales llegaría a convertirse en su fotógrafo oficial en la práctica. Siguió a las fuerzas republicanas por diferentes puntos del frente confeccionando álbumes fotográficos que editó el propio comisariado de las brigadas.

## Libros
Una parte de sus imágenes de la guerra civil española se incluye en el libro Brigadas Internacionales. Imágenes recuperadas, editado por Lunwerg (2003) y el Círculo de Bellas Artes de Madrid, y escrito por Michael Lefebvre y Remi Skoutelsky.

## Exposiciones
- 2003. ‘’Brigadas Internacionales. Imágenes recuperadas’’, Círculo de Bellas Artes (Madrid)